# Norman Pieniążek
Norman Jan Pieniążek (ur. 17 października 1946 w Skierniewicach) – polski i amerykański genetyk, doktor nauk przyrodniczych, specjalista w zakresie diagnostyki molekularnej, emerytowany pracownik naukowy i wieloletni szef Laboratorium Referencyjnej i Rozwojowej Diagnostyki Molekularnej w Narodowym Centrum Chorób Zakaźnych (National Center for Infectious Diseases) amerykańskiego Centers for Disease Control and Prevention (CDC) w Atlancie (Stany Zjednoczone).

## Życiorys

### Kariera naukowa
Urodził się jako syn małżeństwa biologów: Szczepana Pieniążka, profesora SGGW, późniejszego wiceprezesa Polskiej Akademii Nauk, i Janiny z Praskich Pieniążkowej, fizjologa roślin. W latach 1964–1969 studiował na Wydziale Biologii i Nauk o Ziemi Uniwersytetu Warszawskiego (UW), gdzie uzyskał magisterium z genetyki. Od 1969 był pracownikiem naukowym Zakładu Genetyki UW. Stopień doktora nauk przyrodniczych uzyskał na Uniwersytecie Warszawskim w 1973 na podstawie dysertacji Analiza genetyczno-biochemiczna metabolizmu metioniny u Aspergillus nidulans.
W latach 1973–1975 odbył staż w Instytucie Eksperymentalnej Medycyny Maxa Plancka (Max-Planck-Institut für experimentelle Medizin) w Getyndze (Republika Federalna Niemiec). W latach 1985–1986 profesor wizytujący i wykładowca biologii molekularnej na Wydziale Biologii Uniwersytetu w Sewilli (Hiszpania), a w latach 1986–1989 profesor nadzwyczajny (Visiting Associate Professor) oraz wykładowca mikrobiologii w Katedrze Mikrobiologii, Immunologii i Parazytologii na Medycznym Uniwersytecie Stanowym Luizjany (Louisiana State University Medical Center) w Nowym Orleanie (Stany Zjednoczone).
Od 1989 jako badacz i pracownik Centers for Disease Control and Prevention zajmował się m.in. opracowywaniem nowych metod rozpoznawania chorób powodowanych przez pasożyty. Wygrał ogłoszony przez CDC konkurs na stworzenie laboratorium referencyjnej i rozwojowej diagnostyki molekularnej (Laboratory of Molecular Reference and Developmental Diagnostics) w Narodowym Centrum Chorób Zakaźnych (National Center for Infectious Diseases) CDC, po utworzeniu którego przez 24 lata pełnił funkcję jego szefa.
Wynalazca i współwłaściciel patentu wykrywania ludzkiego adenowirusa. Był konsultantem i doradcą CDC oraz amerykańskiej Agencji Żywności i Leków (FDA) w sprawie masowych zakażeń pasożytem Cyclospora.
Od 1969 żonaty z Danutą z Nowakowskich, specjalistką w zakresie charakterystyk izolatów HIV z całego świata, również pracownikiem naukowym CDC.

### Członkostwo w organizacjach naukowych
- Polskie Towarzystwo Parazytologiczne (członek honorowy)
- American Society for Microbiology
- American Society for Virology
- American Society for Tropical Medicine and Hygiene

### Działalność opozycyjna w okresie PRL
Od lata 1983 do 1985 był członkiem redakcji podziemnego czasopisma „Niepodległość”, a po wyjeździe Jerzego Targalskiego w 1984 do Francji – członkiem Komitetu Wykonawczego Organizacji „Niepodległość” (1984–1985). Publikował pod pseudonimami „Józef Kaczorowski”, „Jan Malinowski”, „Józef K.” oraz innymi.

## Publikacje

### Artykuły naukowe (wybór)
- PCR as a confirmatory technique for laboratory diagnosis of malaria, [współaut.], „Journal of clinical microbiology”, 44, 2006
- Differentiating Dracunculus Medinensis from D. Insignis, by the Sequence Analysis of the 18S rRNA Gene, [współaut.], „Ann. Trop. Med. Parasitol.” 99, 2005
- Molecular Characterization of a Non-Babesia Divergens Organism Causing Zoonotic Babesiosis in Europe, [współaut.], „Emerg. Infect. Dis.”, 9, 2003
- Usefulness of PCR for Diagnosis of Imported Malaria in Poland, [współaut.], „Eur. J. Clin. Microbiol. Infect. Dis.”, 21, 2002
- Effect of mutations in Pneumocystis carinii dihydropteroate synthase gene on outcome of P carinii pneumonia in patients with HIV-1: a prospective study, [współaut.], „The Lancet”, 358, 2001
- Genetic variation in Pneumocystis carinii isolates from different geographic regions: implications for transmission, [współaut.], „Emerging infectious diseases”, 6, 2000
- New Cryptosporidium Genotypes in HIV-infected Persons, [współaut.], „Emerg. Infect. Dis.”, 5, 1999
- Re-evaluation of the Molecular Taxonomy of Human-associated Cyclospora: Is It a Mammalian Eimeria Species?, [współaut.], „Emerg. Infect. Dis.”, 3, 1997
- Laboratory Diagnosis of Cyclospora Infections, [współaut.], „Arch. Pathol. Lab. Med.”, 121, 1997
- Nosema ceranae n. sp.(Microspora, Nosematidae), morphological and molecular characterization of a microsporidian parasite of the Asian honey bee Apis cerana (Hymenoptera, Apidae), [współaut.], „European Journal of Protistology”, 32, 1996
- Diagnosis of Parasitic Infections: Immunologic and Molecular Methods, [współaut.], w: „Manual of Clinical Microbiology”, wyd. 6, ASM Press, Washington, DC, 1995
- HIV-1 Patients May Harbor Viruses of Different Phylogenetic Subtypes: Implication for the Evolution of the HIV/AIDS Pandemic, [współaut.], „Emerg. Infect. Dis.”, 1, 1995
- Development of a PCR Protocol for Sensitive Detection of Cryptosporidium Oocysts in Water Samples, [współaut.], „Appl. Env. Microbiol.”, 61, 1995
- Amplification and Sequencing of DNA from a 120-130 Million Year Old Weevil, [współaut.], „Nature”, 363, 1993
- Identification of Mixed HIV-1/HIV-2 Infections in Brazil by Polymerase Chain Reaction, [współaut.], „AIDS”, 5, 1991

## Nagrody
- Nagroda Sekretarza Ministerstwa Zdrowia i Pomocy Humanitarnej Stanów Zjednoczonych (United States Department of Health and Human Services) za wybitne osiągnięcia naukowe (1997)
- Odznaka honorowa „Zasłużony dla Kultury Polskiej” (2001)

## Ciekawostki
Artykuł o sekwencjonowaniu DNA ponad 120-milionowoletniego owada zatopionego w bursztynie, współautorstwa Normana Pieniążka, trafił na okładkę czasopisma „Nature” w dniach premiery filmu Stevena Spielberga Park Jurajski.